# Brixia bimaculata
Brixia bimaculata är en insektsart som beskrevs av Synave 1965. Brixia bimaculata ingår i släktet Brixia och familjen kilstritar. Inga underarter finns listade i Catalogue of Life.